# 赤ちゃん本舗

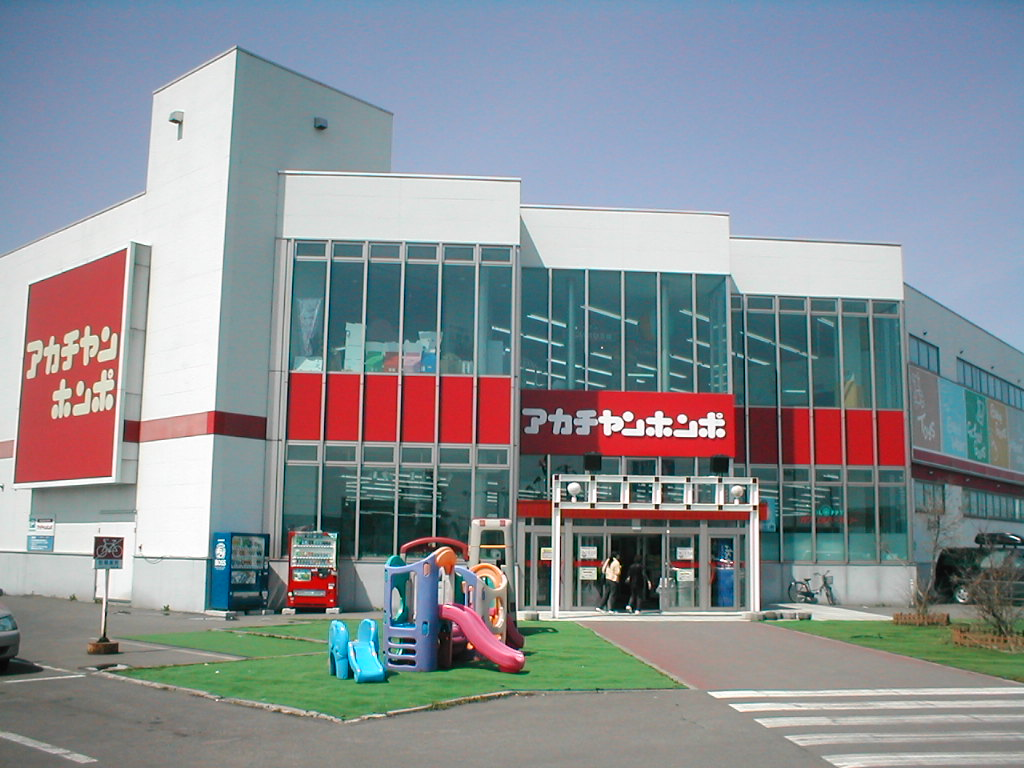
赤ちゃん本舗旭川店（北海道旭川市、2006年5月6日撮影、閉店済み）

株式会社赤ちゃん本舗（あかちゃんほんぽ、英: AKACHAN HONPO CO.,LTD.）は、大阪市中央区に本社を置き、乳幼児向けマタニティ・チャイルド・ベビー用品のチェーン店を運営するセブン&アイグループの企業。屋号の表記は「アカチャンホンポ」である。

## 沿革
- 1932年
  - 4月 - 小原正商店創業
- 1941年
  - 2月27日 - 有限会社赤ちゃん本舗設立
- 1949年
  - 11月 - 資本金150万円 株式会社赤ちゃん本舗に組織変更
- 1964年
  - 1月 - 資本金1000万円 三菱レイヨン株式会社との共同出資により株式会社レッド・スリー設立
- 1967年
  - 8月 - 資本金500万円 株式会社北海道赤ちゃん本舗設立
  - 12月 - 資本金500万円 株式会社ゆりかご会設立
- 1968年
  - 10月 - 資本金100万円 株式会社赤ちゃん本舗経営研究所設立
- 1990年
  - 5月 - 株式会社赤ちゃん本舗経営研究所 4592万円に増資
  - 6月 - 株式会社赤ちゃん本舗 1億9000万円に増資
- 1992年
  - 3月 - 資本金700万円 有限会社ジー・エル・オー経営研究所設立
  - 4月 - 株式会社ゆりかご会 1億5600万円に増資
  - 6月 - 資本金1000万円 株式会社ジー・エル・オー設立
- 1994年
  - 2月 - 株式会社レッド・スリーを合併
  - 12月 - 資本金100万（USドル）八木通商株式会社との合弁事業により紹興吉儿奥本舗服装用品有限公司設立
- 1995年
  - 10月 - 資本金100万（USドル）中山商事株式会社との合弁事業により撫順小宝宝梦衣有限公司設立
- 1997年
  - 2月 - 本社新社屋竣工（大阪市中央区南本町3-3-21）
- 2003年
  - 10月 - 株式会社北海道赤ちゃん本舗を合併
- 2004年
  - 3月 - 株式会社ジー・エル・オーから営業譲受
- 2005年
  - 3月 - 撫順小宝宝梦衣有限公司 120万（USドル）に増資
- 2006年
  - 10月 - 株式会社ゆりかご会を合併
  - 12月 - 株式会社赤ちゃん本舗 6億8000万円に増資
- 2007年
  - 7月31日 - 株式会社イトーヨーカ堂の子会社となり、セブン&アイ・ホールディングスの傘下に入る
- 2009年
  - 3月 - 株式会社赤ちゃん本舗 30億8000万円に増資
- 2013年
  - 2月 - 株式会社赤ちゃん本舗 37億8000万円に増資
- 2015年
  - 2月 - ロゴマークを一新
- 2018年
  - 7月 - 沖縄県に本社を持つサンエー[注 1] とパッケージフランチャイズ契約を締結。
- 2025年
  - 2月28日 - 株式交換により、ヨーク・ホールディングスが子会社化[2]。

## グループ企業
- 株式会社赤ちゃん本舗経営研究所（大阪府大阪市東住吉区）
- 撫順小宝宝梦衣有限公司（ 中国・遼寧省撫順市）
- 紹興吉儿奥本舗服装用品有限公司（ 中国・浙江省紹興市）
- 台灣阿卡將本舖股份有限公司（ 台湾）

## 労働組合
- 赤ちゃん本舗労働組合（ファッション関連労働組合連合会役員）

## 雇用支援

### 障害者雇用
障害者雇用促進法は、民間企業に常用労働者の1.8%以上、国・地方公共団体に2.1%以上の障害者の雇用を義務づけている。
大阪府では、障害者の雇用率を高めるために2000年と2001年に大阪府障害者雇用促進協会に事業を委託、民間企業の障害者雇用の経験者が障害者雇用推進アドバイザーとして雇用率未達成企業に働きかけをしていた。
赤ちゃん本舗は2001年に障害者の法定雇用率1.8%を超え、2002年の法定雇用率は2.19%となり、日本障害者雇用促進協会（現：独立行政法人高齢・障害・求職者雇用支援機構）発行「働く広場」2003年4月号の職場ルポで紹介されている。

### 産児・育児休業制度
赤ちゃん本舗は仕事と家庭の両立支援に取り組んでいる。産前・産後休業として、産前の休暇は6週間（多胎妊娠の場合は14週間）、産後の休暇は8週間である。育児休業は最大子どもが1歳になるまで休むことができ、やむを得ない理由がある場合は3歳まで期間を延長することができる。育児短時間勤務制度では、子どもが小学校に入学する前から小学校1年生1学期終了まで最大2時間の短縮勤務ができる。育児休業を取得せずにすぐに復帰した場合は子どもが満1歳になるまで最大3時間の短縮勤務をすることができる。

### 介護休業制度
介護休業制度では、取得可能な期間が1年。介護短時間勤務制度でも、取得可能な期間は1年（介護休業と併用して通算1年）となっている。

### 再雇用制度
退職者再雇用制度では、退職時に所定の退職届で意思確認を行い、一定の基準をクリアしていて5年以内に人員の空きがあれば優先的に再度雇用を行っている。

### 女性比率
2006年3月現在の女性従業員の平均年齢は28.1歳、平均勤続年数は5.7年である。女性比率は従業員の過半数を占める50.6%で、女性の管理職比率は0.8%となっている。

## 受賞歴
1966年9月に経済界の有志によって設立された非営利の任意団体中小企業研究センターが行う表彰事業で、全国を7地区に分け中堅・中小企業の中から、その地区において、経営合理化、技術開発等にすぐれた企業として、赤ちゃん本舗は第3回（昭和44年度）中小企業研究センター賞の地区表彰を受賞している。その後、中小企業研究センターは1978年3月に通商産業大臣の許可を得て社団法人となる。赤ちゃん本舗が受賞した中小企業研究センター賞地区表彰は平成18年度より表彰種別の名称をグッドカンパニー大賞優秀企業賞に変更されている。
2002年4月に施行された大阪府男女共同参画推進条例第11条の規定を具体化する「男女いきいき・大阪元気宣言事業者顕彰制度」において、赤ちゃん本舗は男女がいきいきと働くことができる取り組みを行っている企業として第1期の登録事業者となり、2003年10月14日太田房江大阪府知事より登録証が交付されている。大阪府が2004年に発行したパンフレット・教材「能力・活力UP!」シリーズ第1弾の事例紹介ページで赤ちゃん本舗の取り組みが掲載されている。
Yahoo!ショッピングにおいて2008年上半期ベストストア特別賞として魅力的な企画を実施しているストアに贈られる注目のストア賞を受賞している。
子育て家庭を応援するという趣旨に賛同した法人並びに店舗が割引などの特典（サービス）を提供する「パパ・ママ応援ショップ」制度において、子育てを応援するムーブメントをさらに広げるため、制度の普及、拡大に貢献のあった協賛店として、赤ちゃん本舗は2009年1月25日上田清司埼玉県知事よりパパ・ママ応援ショップ賞を受賞している。

## 支援協定
赤ちゃん本舗は災害時の円滑な生活支援物資供給などに協力するため2006年7月14日に新潟県長岡市と「災害時支援協定」を締結している。赤ちゃん本舗が自治体と協定を結ぶのは初めてとなる。災害時には協定に基づき粉ミルクや離乳食など食料や乳幼児用の紙おむつを提供する。赤ちゃん本舗は「新潟県中越地震で粉ミルクや紙おむつを無償提供した経緯もあり、地域社会に貢献する企業の精神から協定に至った」と説明している。

## 業務提携
赤ちゃん本舗は2003年2月に経営改善を目指す神戸阪急からテナント誘致され、2003年3月から子ども向けの衣料や玩具などを扱う4階フロアの約半分に当たる約1,500m2に出店していた。当時神戸阪急は1992年の開店から既に10年が経っていて、神戸ハーバーランド自体の集客力が弱まっている上に消費不況も加わって低迷していた。神戸阪急の椙岡俊一社長は2002年秋に「開業以来の大型改装を行う」との方針を示していた。集客力のある赤ちゃん本舗を呼び込むことで相乗効果を図る狙いであったとされている。赤ちゃん本舗にとって初めての百貨店内への出店となった。しかし、神戸阪急の閉店に伴い、赤ちゃん本舗神戸阪急店も2012年3月11日をもって閉店。
日本経済新聞デジタルメディアが運営する「NIKKEI NET IT PLUS」の記事によると、コニカミノルタフォトイメージングと赤ちゃん本舗は2005年2月1日、赤ちゃん本舗が「アカチャンホンポ」の店舗内に「BaaBoo（ばぁぶぅ）スタジオ」を設け、コニカミノルタフォトイメージングは撮影と商品発注のシステム「ザ・デジタル写真館」を提供。受注した写真のプリントは子会社のコニカミノルタフォトソリューションズが受け持つという写真スタジオ事業で提携すると発表した。2005年2月10日にアカチャンホンポTOC店（東京都品川区西五反田）、2005年2月18日にはアカチャンホンポ大阪本店（大阪市中央区南本町）にスタジオを開設するとしている。
赤ちゃん本舗は、ベネッセコーポレーションが2005年3月10日に発行した提携クレジットカード「ベネッセカード」の提携企業となっている。ベネッセカード会員だけに用意されている専用用紙アカチャンホンポ「新規メンバー登録申込書」をアカチャンホンポ店舗内の受付カウンターに提出すると、その場でアカチャンホンポ・メンバーカードが発行される。購入額に応じて付与されるベネッセカードポイントが2倍となる。既にアカチャンホンポの会員の方は対象外としている。
2006年2月10日赤ちゃん本舗は産業再生機構の支援下で経営再建中だったダイエーから、競争力が弱い衣料品分野を委託され、衣料品の売場に外部専門店として出店契約を結んでいる。ダイエーは直営部分を縮小する代わりに賃料収入を伸ばし、営業外収益を増やすことと自社が運営する食品部門との相乗効果を狙うとしていた。
赤ちゃん本舗は松下電器産業（現：パナソニック）と共同で、子育て時のライフスタイル提案をテーマにした「子育て生活もっとハッピー化計画!」キャンペーンを、2006年6月15日から2006年8月14日まで行っている。松下電器産業のナショナルアプライアンスマーケティング本部の説明では、ナショナル食器洗い乾燥機の新製品発売に合わせて行った「新・子育て家電」のプロモーション活動の一環としている。
「日本繊維新聞」2006年10月2日号によると、赤ちゃん本舗は、船井総合研究所と提携、指導を受けながら出店、既存店リニューアルを図り、今後のモデル店舗の確立を目指すとしている。
赤ちゃん本舗は2007年4月25日から、JCBのクレジット機能付きポイントカード「アカチャンホンポJCBカードLINDA-mia」を導入している。毎月16日・25日・26日のホンポDAYに支払いで利用すると通常の3倍のポイントが付与される。アカチャンホンポのメンバーズカード特典に加えLINDA会員特典が付く。JCBポイント（okidokiポイント）を600ポイント貯めるとアカチャンホンポギフトカード3000円分に交換できる。年会費は無料。データ維持料が初年度は無料、2年目以降は105円（消費税込）／月が必要となる。
2007年6月16日アカチャンホンポ港北東急店（神奈川県横浜市）内にキッズフォトバンダイスタジオをオープンしている。「獣拳戦隊ゲキレンジャー」、「Yes!プリキュア5」、「ウルトラマンメビウス」、「たまごっち」等のキャラクター衣装を着て撮影し、オリジナルの背景と合成するサービスを開始している。キャラクターは、随時追加・更新されている。2009年2月20日からは「侍戦隊シンケンジャー」、「仮面ライダーディケイド」、「フレッシュプリキュア!」が登場している。キャラクターなりきりムービー撮影では、モニターの指示に従いながら練習を含めた約10分間の撮影を行い、オリジナルストーリーの映像を背景にヒーローに扮して大活躍し、字幕スーパーに自分の名前を入れてDVDに収録される。第1弾のキャラクターは「獣拳戦隊ゲキレンジャー」。2008年4月22日からは「炎神戦隊ゴーオンジャー」のムービー撮影をスタートしている。
赤ちゃん本舗は、顧客へのサービス拡充や各店舗の売上アップにポイント制度の活性化が不可欠と判断し、豊富なカード発行で実績とノウハウを有する三菱UFJニコスと提携するに至る。ベビー業界初となる提携ゴールドカード「アカチャンホンポゴールドカード」の発行で合意、2007年6月22日から会員募集を開始している。「アカチャンホンポゴールドカード」で支払った場合はアカチャンホンポポイントを通常（現金払い）の4倍付与、ホンポDAYには6倍のポイントを付与している。カード仕様はDCカードとVISAカードの共通カード方式。年会費は初年度1,500円（税抜）、2年目以降3,000円（税抜）。
静岡市は産業の振興を図るため静岡市清水産業・情報プラザ内に創業者育成室を準備している。創業者育成室は起業しようとしている個人や異分野を目指す社内ベンチャーが利用できる。赤ちゃん本舗は、育児に関連した商品開発の事業を立ち上げる起業家、創業者の育成に協力。2008年9月26日・9月27日に静岡市清水産業・情報プラザ多目的ホールにおいて創業者育成室を利用の起業家3社が、育児に関連したグッズを紹介するイベント「しみず育児フェア」が開催された。

## 資本提携
赤ちゃん本舗は卸売業者からスタートして、会員制ディスカウントストアを展開していたが、1990年代に大規模小売店舗法の適用を受け、小売業に転換している。転換当時は乳幼児向けマタニティ・チャイルド・ベビー用品チェーンストアとして、ヤングファミリー層に絞り込んだ展開で優良企業として成長したが、その後の少子化に伴う市場規模の減少や競合業態との競争により、急速に業績は悪化した。年々売上高が減少（1,250億円（1997年12月期）→1,223億円（1998年12月期）→1,204億円（1999年12月期）→1,130億円（2000年12月期）→1,122億円（2001年12月期）→1,078億円（2002年12月期）→1,032億円（2003年12月期）→964億円（2004年12月期）→899億円（2005年12月期）→845億円（2006年12月期））する厳しい経営状態にあった。
経営再建を目指す赤ちゃん本舗は、2006年夏頃から取引銀行の仲介によって、タカラトミーとの提携交渉をスタートさせ、2006年12月25日にはタカラトミーと新規オリジナル商品やコンテンツの共同開発、マーケティングの共同推進、共同イベントなどを行うと共に、タカラトミーに対して優先株50万株（総額30億円）を割当てる業務・資本提携が発表された。
しかしその後、米投資ファンドTPG（テキサス・パシフィック・グループ）がタカラトミーの第2株主になるなど、条件面での折り合いをつけることができないまま、提携交渉の期限としていた2007年3月末を迎えることになる。2007年4月17日に、タカラトミーは30億円の投資額に比べて効果が小さいと判断したことから、金額や時期など基本合意内容の詳細を見直すと発表している。
タカラトミーは少額出資も視野に入れ、資本提携を続けたい意向であったが、赤ちゃん本舗は新たな資本提携・業務提携先としてセブン&アイ・ホールディングス、双日の両社それぞれと交渉を進めていた。赤ちゃん本舗とセブン&アイ・ホールディングスは、2007年からアカチャンホンポ・ベビー&マタニティー（BM）をイトーヨーカ堂に開業していることなど協力的な関係にあったこともあり、2007年6月12日にセブン&アイ・ホールディングス子会社のイトーヨーカ堂との提携の基本合意を締結することになる。2007年7月31日にイトーヨーカ堂が株式会社赤ちゃん本舗経営研究所が保有する株式（発行済株式の62.12%、議決権割合66.67%）を取得し、赤ちゃん本舗を子会社化した。2007年8月10日に赤ちゃん本舗はイトーヨーカ堂より代表取締役会長を含む取締役3人の派遣を受け入れている。

## 産学連携
赤ちゃん本舗は「学生の若い感性、今までの商品企画の枠（パターン、スタイル）にとらわれない発想を取り入れたい」との意向から、2007年春期より学校法人上田学園上田安子服飾専門学校と協同して「私が着たいマタニティウェア（抱っこ紐、子守バンド）」というテーマでマタニティウェア・スリングの製作に取り組んでいる。学生のテーマ設定は楽しくマタニティライフを過ごすために、ON／OFFどちらにも着回しのきくマタニティウェアを提案。ターゲットはAneCan＝プリクラ世代（1977年から1983年生まれ。人口約1120万人）。少し気になり始めた体型もカバーしつつ、それまで着ていたテイストに近いアイテムをマタニティウェアで提案する。2007年6月5日マタニティウェアとスリングの実物審査が行われた。
学生の作品は2007年6月22日から6月23日まで海岸通ギャラリーCASOにて開催された上田学園コレクションプレタポルテ2007に展示された。赤ちゃん本舗は協賛企業として公開審査と講評会に参加していて、展示された学生の作品を商品化や店頭での展示を検討するとしていた。
赤ちゃん本舗は上田安子服飾専門学校とのコラボレーションにより製作されたマタニティウェアとスリングの作品を、2007年8月17日から8月23日まで東京都のアカチャンホンポTOC店、2007年8月26日から8月31日まで滋賀県のアカチャンホンポ草津店にて展示した。
2007年10月27日、第15回ファッションデザイン研究会において、上田安子服飾専門学校ファッションクリエイター学科の山田浩之学科長が、赤ちゃん本舗のショップで販売することを最終目標に挙げ、赤ちゃん本舗との産学協同プログラムを報告している。
学生の作品アイデアの中で、「内側が空柄のスリング」は、お客様へのウェブ・携帯電話アンケートでも非常に好評で、包み込むような優しいママの気持ちを表現しているアイデアであることから、赤ちゃん本舗が商品化を決定した。学生、学校と話し合いながら企画を進めることになる。スリングの安全性を失わないために、当初学生が考えていたアイデアをすべて活かすことはできなかったものの、安全性にもデザイン性にも妥協しない新しい発想を取り入れたスリングが完成する。
スリング・キャリー・ネクスト「空柄プリントバージョン」という商品名で2008年3月25日に発売が実現した。価格は6800円（税込）である。

### インターンシップ
赤ちゃん本舗は一部の店舗でインターンシップを実施して学生に就労体験の機会を与えている。これまでに札幌国際大学、杉野服飾大学、埼玉女子短期大学、湘北短期大学、同志社女子大学、流通科学大学、福岡大学の学生を受け入れている。

## ウェブサイト
赤ちゃん本舖は1996年6月にドメイン名（akachan.co.jp）を登録した。1996年8月にインターネット上にホームページ「まるごと子どもの街」を開設した。子ども向けのゲームや漫画のコーナー、出産・育児に関する情報、離乳食レシピなどを提供している。毎月1日・16日に更新していた。1996年10月には、ホームページで店舗や育児の情報発信をするとともにベビー用品や子ども用品の通信販売を開始。1999年春、ホームページに掲載している商品を拡充。1999年のウェブサイトを通じた売上高は1998年比70%増となっている。当時のホームページには300点前後の商品が掲載されていて、ベビーカー、チャイルドシート、ベビー家具、おむつなど、持ち帰りが困難な商品が売れ筋となっていた。2001年11月16日の繊研新聞「無店舗販売・すぽっと」で、赤ちゃん本舖の通信販売取扱額は11億円程度。そのうち半分がインターネット販売。売上高は2000年に比べると2倍強。と、当時の小原宏副社長が語っている。
2006年2月14日には、赤ちゃん本舖に寄せられたアイデアや要望を紹介する「アイデア365ブログ」、同じく裏ワザを紹介する「発見!私の裏ワザ」、アカチャンホンポの商品の開発秘話や新商品の案内などを紹介する「赤ちゃん新聞」の3つのブログをスタートさせている。「アイデア365ブログ」の記事は、2007年11月20日が最終となり、2007年12月13日から3つのブログを1つにした「アカチャンホンポがお届けする幸せブログ（honpo blog）」が新たにスタートしている。
赤ちゃん本舖は、2007年2月15日に「楽天市場」、2008年6月11日に「Yahoo!ショッピング」、2008年8月18日に日本郵政グループがネット上に開設した中国向けのインターネットショッピングモール「JapaNavi」とサイバーモールに相次いで出店している。2008年12月16日には自社の通販サイトを一新してリニューアルセールを行い、2008年9月11日には赤ちゃん本舖のチラシをインターネットで見ながら掲載商品を通販で買うことのできる「ネットチラシ」を開始。2009年2月10日にはモバイルショッピングサイトを開設している。
2012年7月12日には、セブン&アイ・ホールディングス傘下のセブンネットショッピング（吸収合併に伴い、現在は同じく傘下のセブン&アイ・ネットメディアが運営）に参加する形で新たなネット通販サービスを開始。2014年5月28日には、育児雑貨・衛生用品・食品を中心とした330アイテムを対象に、注文した商品を同じく傘下のコンビニエンスストアであるセブン-イレブンで留め置き後に受け取りが可能な「店頭受け取りサービス」を開始し、2015年1月9日からは店頭受け取り対象店舗をセブン&アイホールディングスのストアブランド（アリオ、イトーヨーカドー、グランツリー、西武、ザ・プライス）内に出店するアカチャンホンポに拡大し、同時に、セブンネットショッピングで注文した商品も同サービスで受け取ることができるようになった。
2015年11月1日にセブン&アイ・ホールディングスの総合ECサイト「オムニ7」の開設に伴ってネット通販のリニューアルを行った。このリニューアルにより、店頭受け取り対象店舗が、セブン-イレブンやアカチャンホンポの一部店舗に加え、イトーヨーカドー（イトーヨーカドー、丸大）、西武、そごう、ロフト（有楽町店・立川店のみ）、デニーズ（西荻北店のみ）、ヨークベニマル、ヨークマート、ザ・ガーデン自由が丘でも可能となった。また、以前からのネット通販会員のユーザーは「オムニ7」への会員移行の手続きを行うことで、「アカチャンホンポ ネット通販」を含む「オムニ7」内のすべてのショップの利用が可能となる。

## システム
2000年に赤ちゃん本舗は、FAXを併用した電子データ交換（EDI）を導入して、1500社になる取引先を連結し、受発注、在庫管理、納期回答、出荷・納品、決済などをシステム化することで、不良在庫の発生を防止している。EDIのデータ処理業務は1999年10月にアウトソーシングセンターを開設した情報処理サービス会社のさくらケーシーエスに全てアウトソーシングしている。EDIシステムは2000年のゴールデンウィーク明けから関西の7店舗で何十万アイテムにおよぶ全商品による試験運用が行われ、全国の店舗に拡大している。赤ちゃん本舗は各店舗での仕入れを基本とし、キャンペーン商品やシーズン商品などは本部で仕入れる形態となっている。コンピュータ間ファイル転送、ホームページアクセス、ファックス送信の3種類の方法で送られる情報は、さくらケーシーエスのEDIハブセンターに集約されてデータ変換や加工後に、さくらケーシーエスから取引先に送られる仕組みとなっている。

### トラブル
2005年12月15日から2006年1月19日の間に電話で受け付けた通信販売の受注データのうち、電話注文時に在庫がなかった受注履歴データの一部を、運用委託先ベンダーの担当エンジニアが誤って消してしまっている。赤ちゃん本舗はデータが消去された経緯、ミスを犯した担当エンジニアのスキル・レベルや勤怠、運用ベンダーの経営方針に至るまで徹底的な調査に乗り出すことになる。
調査の結果、単なるミスで事故が起きたのではなく、担当エンジニアのスキル・レベルやベンダーの意識の低さが原因でトラブルを引き起こしたことが判明している。担当エンジニアの勝手な判断によって毎日自動実行するバックアップ処理のジョブを止めた後、設定を元に戻さず、この事故が起きるまで1ヶ月以上の期間気が付かなかったのである。赤ちゃん本舗はこの期間に約500件の電話注文を受けている。消去した受注履歴データの一部はバックアップを取ってあったり、紙に記録していたので復旧できたが、最終的には10件前後のデータが消失してしまっている。在庫がなかった受注データについては、システムに登録して在庫が入り次第、顧客に電話連絡をするか、注文した品物を発送して対応していた。完全に消失した10件のデータについては、利用者の連絡先も発注した商品もわからないまま、連絡が取れない受注が残ってしまったため、過去に通信販売を利用した電話注文の履歴がある全ての顧客約1万5000人に詫び状を郵送している。

### さらなる改善
2006年時点で、赤ちゃん本舗のギフト商品に関する受注業務は年間180万件あったが、各店舗における申込用紙のデータ入力や宅配便の伝票作成などは手作業で行われていたため、多大な作業負荷とコストを要してしまい、出荷スピードなどにも影響していた。このような状態では中元や歳暮の繁忙期に店舗での顧客サービスに専念できないなど課題があり、店舗にギフト窓口さえあれば受注に対応できる仕組みを富士通エフ・アイ・ピーにアウトソーシングすることになった。ギフト申込用紙のデータ入力は、富士通エフ・アイ・ピーの大阪センターでOCRに読み込ませることでデータ化している。この受注データを宅配便の伝票作成、伝票印刷、のし入れ、包装作業までを連携し効率化している。富士通エフ・アイ・ピー株式会社西日本総支社アウトソーシングサービス統括部では、赤ちゃん本舗がギフトの受注業務をアウトソーシングすることで年間約3億5,000万円の削減になると試算していた。

## コラボレーション
赤ちゃん本舗はキッズ用Tシャツのイラスト・デザイン制作を2004年の夏物からタマエンタープライズに依頼していて、タマエンタープライズが管理・運営を行う「tamaso（タマソー）」という若手デザイナー・イラストレーター集団からピックアップしたメンバーで構成する「74/0（ナシテン）」というチームがイラスト・デザイン提供を行っている。2006年4月1日から全国のアカチャンホンポでオリジナル限定Tシャツコレクションを開催してコラボレーションTシャツを販売することになった。（イラスト・デザイン提供：小熊未央、宮脇大輔、澤田圭、Theo、柏木ヨーコ）2006年5月26日からはコラボレーションによるタンクトップ・キャミソールを販売している。（イラスト・デザイン提供：小熊未央、テオ、澤田圭、Miyoko）

## ライセンス
赤ちゃん本舗は2007年ウォルト・ディズニー・ジャパン株式会社ディズニー・コンシューマ・プロダクツ（DCP）とのライセンス契約の合意により、赤ちゃん本舗オリジナルデザインモチーフの「ベビープー（BabyPooh）」の商品を開発、販売。「ディズニープリンセス」「トイ・ストーリー」「スティッチ」、ディズニーピクサー作品「カーズ」に至るディズニーキャラクターを活用した商品を提供している。
2007年秋物から、赤ちゃん本舗オリジナルの「ベビープー」のキャラクターデザインを使用した寝装商品、新生児衣料商品、ベビー衣料商品、フットウェア商品を販売開始している。その他ベビー家具、玩具などについても、赤ちゃん本舗オリジナルの「ベビープー」シリーズをはじめ、様々なディズニーキャラクターを活用した商品を開発している。
「ベビープー」には日本一大きいとされるくまのプーさんのぬいぐるみが存在する。座った状態でも高さが約160cmある。2009年1月31日、2月1日アカチャンホンポららぽーと横浜店、2009年2月4日アカチャンホンポ和泉店、2009年2月8日アカチャンホンポ浜松宮竹店、2009年2月11日アカチャンホンポ西宮北口店にて登場している。

## 店舗一覧

### 現在の店舗
2022年7月現在、全国に123店舗を展開している。
なお、同時点現在、岩手県、秋田県、山形県、福島県（過去に出店していたが閉店）、三重県、鳥取県、徳島県、高知県、長崎県には店舗がない。奈良県では一度全店閉店した後に再出店しており、沖縄県へは前述の通りフランチャイズ契約先のサンエーにより出店している。

### 過去の店舗
- 北海道（厚別店、石狩店1番館、石狩店2番館、札幌店、苫小牧店、旭川店）
- 青森県（青森店1番館、青森店2番館、青森店3番館、青森流通センター、八戸センター）
- 宮城県（仙台店1番館、仙台店2番館、仙台店3番館、仙台店4番館、仙台店5番館、仙台店事務センター、アリオ仙台泉店）
- 福島県  (郡山店)
- 茨城県（土浦店、那珂店）
- 群馬県（高崎店事務センター）
- 埼玉県（セイカツホンポ大宮店、大宮店、大宮店南館、大宮店事務センター、大宮サティ店、北上尾店）
- 千葉県（津田沼店、八千代店、柏店、鎌ヶ谷店、南柏店）
- 東京都（オモチャホンポ東京店、セイカツホンポ東京店、チャイルドホンポ東京店、東京店、東京店事務センター、舟渡店1番館、舟渡店2番館、東保木間店1番館、東保木間店2番館、東保木間店3番館、東保木間店事務センター、セイカツホンポ田無店、田無店）
- 神奈川県（セイカツホンポ横浜店、オモチャホンポ横浜店、横浜店、横浜店配送センター、セイカツホンポ海老名店）
- 新潟県（新潟店）
- 静岡県（浜松店）
- 岐阜県（岐阜店）
- 愛知県（岡崎店、高蔵寺店、名古屋店1番館、名古屋店2番館、名古屋店3番館、名西店）
- 京都府（京都店、木津川店）
- 大阪府（大阪本店、サービスセンター、ビューティーホンポ大阪本店、大阪店北館、オモチャホンポ大阪店、セイカツホンポ大阪店、セイカツホンポ大阪店南館、ドラッグホンポ大阪店、キャラクターホンポ東館、キャラクターホンポ西館、和泉店1番館、和泉店2番館、和泉店3番館、和泉店4番館、和泉店5番館、和泉店6番館、和泉店商品センター、新大阪店1番館、新大阪店2番館、新大阪センイシティー店）
- 奈良県（奈良店、セイカツホンポ大和高田店、大和高田店）
- 兵庫県（神戸阪急店、姫路広畑店）
- 岡山県（岡山店1番館、岡山店2番館）
- 香川県（高松店1番館、高松店2番館）
- 福岡県（ドラッグホンポ福岡店、セイカツホンポ飯塚店、福岡店）
- 鹿児島県（鹿児島センター）
- 海外（シンガポール店）

赤ちゃん本舗は現在の本社ビルで営業していたビューティーホンポ大阪本店を2007年8月3日で閉店、辰野南本町ビル（大阪市中央区南本町2-2-9）のテナントとして出店していたアカチャンホンポ大阪本店を2007年9月2日をもって閉店し、店舗をビューティーホンポ大阪本店が入っていた本社ビルに移転してアカチャンホンポ大阪本町店として2007年9月7日からリニューアルオープンしている。

### サイバーモール
- 2007年2月15日 アカチャンホンポ楽天市場店をオープンしている。
- 2008年6月11日 アカチャンホンポYahoo!店をオープンしている。
- 2008年8月18日 アカチャンホンポJapaNavi店をオープンしている。

## セブン銀行ATM設置店舗
赤ちゃん本舗は一部の店舗にnanacoの現金チャージ、残高確認ができるセブン銀行ATMを設置している。

### 静岡県
- アカチャンホンポ浜松宮竹店 共同出張所（1台）エレベーター横の自販機コーナーの並びにある。

### 滋賀県
- アカチャンホンポ草津店 共同出張所（1台）階段横にある。

### 大阪府
- アカチャンホンポ大阪本町店 共同出張所（1台）本館1階の西館入口脇にある。
- アカチャンホンポ和泉店 共同出張所（1台）1階サービスカウンター前にある。

### 兵庫県
- アカチャンホンポ西宮北口店 共同出張所（1台）ACTA西宮東館4階にある。

## 番組提供

### テレビ
- はっぴーママTV（テレビ埼玉）土曜日12:00〜12:15、出演：だいまじん、ナレーション：外山麻衣、福原奈見、桧垣理奈

### ラジオ
- あつべつ子育て奮闘記（FMドラマシティ）火曜日10:30〜11:00、パーソナリティー：山田美佐子

## 刊行物
発行人・株式会社赤ちゃん本舗
発行所・赤ちゃん新聞
- 赤ちゃん大学シリーズ
  - 1988年12月 - 気をつけたい赤ちゃんの病気とケガ（監修・大阪市立小児保健センター） ISBN 9784900547018
  - 1989年7月 - 育児の気がかりQ&A（監修・内田真砂）ISBN 9784900547025
  - 1990年2月 - はじめての妊娠&出産 助産婦さんの安心マタニティ講座（藤澤洋子・著）
  - 1990年 - おかあさんがつづる子育て体験記PART1（監修・大阪市立小児保健センター） ISBN 4900547042
  - 1993年 - おかあさんがつづる子育て体験記PART2（監修・大阪市立小児保健センター） ISBN 4900547182
  - 1990年9月 - COOKINGBOOK材料別離乳食12ヵ月春・夏編
  - 1991年3月 - COOKINGBOOK材料別離乳食12ヵ月秋・冬編
  - 1992年 - ママのための子どもクリニック（監修・大阪市立小児保健センター）
  - 1997年12月 - 新・気をつけたい赤ちゃんの病気とケガ（大阪市立総合医療センター・著）
  - 1995年 - 子育てだいすき（監修・石垣恵美子）
  - 1997年 - 子育てレポート楽しむ育児のために赤ちゃん編（まんが・高下知代 監修・石垣恵美子） ISBN 490054731X
- 絵本
  - 1990年6月 - へいきだい（作・中野弘隆）
  - 1990年9月 - こわいよ（作・古川タク）
  - 1993年8月 - たねを まこうよ（作・軽米さつき）
  - 1994年8月 - もりのひ（作・白川みどり） ISBN 9784900547216
  - 1995年7月 - おつきさまにきいてごらん（絵・山崎克己 文・山崎朋絵）
  - 1999年7月 - ぼくのほんとうのこころのなかは（作・平野英恵）
  - 2000年7月 - プーにおまかせ（作・白橋恵子）
- チャイルド大学シリーズ
  - 1992年10月 - COOKINGBOOKワクワク！クッキングお弁当春夏編
  - 1992年4月 - がんばれステゴン！（作・尾崎美紀 絵・大西ひろみ）
  - 1992年11月 - ともだちはステゴン（作・尾崎美紀 絵・大西ひろみ） ISBN 9784900547070
  - 1993年4月 - ステゴンはさくらぐみ（作・尾崎美紀 絵・大西ひろみ） ISBN 9784900547155
  - 1997年 - 子育てレポート楽しむ育児のためにチャイルド編（まんが・高下知代 監修・石垣恵美子） ISBN 4900547328
- 離乳食まるわかりBOOK基本編
- 離乳食まるわかりBOOK充実レシピ編
- 離乳食と幼児食BOOK

## CD
発行元・赤ちゃん新聞
発売元・株式会社赤ちゃん本舗
- 1997年10月25日 - ママとうたおう よ・い・こ・の えいごのうた
- 1997年11月20日 - ママとあそぼ!／やさしいあそびうた てんぐのはな（作詞作曲・浅野ななみ、編曲・淡海悟郎）
- 1997年11月20日 - ママとあそぼ!／やさしいあそびうた ペンギンさんの山のぼり（作詞作曲：阿部直美 、編曲・淡海悟郎）
- 1999年6月1日 - ママと赤ちゃんのすこやかコンサート マタニティクラシック
- 赤ちゃん大学シリーズ ママと赤ちゃんのすこやかコンサート コンチェルト編（11曲）
- 赤ちゃん大学シリーズ ママと赤ちゃんのすこやかコンサート シンフォニー編（6曲）
- 赤ちゃん大学シリーズ ママと赤ちゃんのすこやかコンサート チャイコフスキー編（11曲）
- 赤ちゃん大学シリーズ ママと赤ちゃんのすこやかコンサート モーツァルト編（9曲）

## フリーペーパー
- 赤ちゃん Bonjour ach（ボンジュール アハ）
「赤ちゃん（すてきな暮らしと子育てに）」→「赤ちゃん（アカチャンホンポの総合子育て情報誌）」→「赤ちゃん Bonjour ach（みんなでつくるはじめての baby news マガジン）」と引き継がれた情報誌である。タイトルの「赤ちゃん」に使用していた文字に「Bonjour」を加えた「赤ちゃん Bonjour」を2005年4月8日に商標出願。2006年5月12日に登録されている。隔月発行の有料販売から偶数月発行のフリーペーパーに切り替えて2006年12月15日「赤ちゃん Bonjour ach（ボンジュール アハ）vol.1」を創刊。発行人・山田清司、編集長は板橋保枝。ウェブサイトでも閲覧できるようになった。2009年2月現在の発行部数は180,000部。発行日：偶数月15日、体裁：A4正寸・中綴じ、株式会社オックスフォード・インターナショナルが発行している。創刊1周年にあたるvol.6に三船美佳と河相我聞がインタビュー記事で登場。vol.7は佐藤弘道と梶原真弓、vol.8は杉浦太陽と井上晴美、vol.9は間下このみと嶋大輔、vol.10はトータルテンボスと山本美憂、vol.11はマギー審司と西川かの子、vol.12は佐々木健介とAkico、vol.13は堀ちえみと照英とMother Ninja、vol.14は木山裕策、vol.15は山本博が登場している。
- ママとベビーの出産準備BOOK（創刊：2008年4月1日）
- kUsutto（クスット）出産内祝いカタログ（体裁：A4正寸・無線綴じ）
- すやすや手帳（ベビー寝具カタログ）